# Una famiglia per caso
Una famiglia per caso è un film per la televisione, diretto da Camilla Costanzo e Alessio Cremonini e trasmesso da Rai 1 il 5 gennaio 2003. È stato replicato su Rai Premium il 20 luglio 2016.